# Torre de Sant Sebastià (Palafrugell)
La Torre de Sant Sebastià, o Torre de Guàrdia, és una torre de guaita situada a la muntanya de Sant Sebastià, al municipi de Palafrugell, (Baix Empordà). Forma part del recinte del santuari de Sant Sebastià de la Guarda. La torre està declarada com a monument protegit com a bé cultural d'interès nacional. S'engloba dins el Conjunt Monumental de Sant Sebastià de la Guarda.
La torre, que data del segle xv, actuava com a torre defensiva per vigilar la zona costanera i protegir-la de possibles invasions corsàries i pirates, que conserva molts elements originals.

## Descripció
La torre està situat a cim de la muntanya de Sant Sebastià, sobre el penya-segat de Romaboira, a uns 165 m, sobre el nivell del mar; el lloc s'anomenava ja tradicionalment «Sa Guarda». Actualment és integrada a l'extrem nord-est del conjunt del santuari de Sant Sebastià de la Guarda.
La planta és de semicercle allargat, segurament condicionada per l'existència d'una primitiva capella a la part baixa de la torre, dedicada a Sant Sebastià. L'exterior és arrebossat, però hi són visibles els angles, amb carreus de granit ben escairats. La façana de ponent té adossada en la meitat inferior l'ermita d'època barroca. Al tram que sobresurt de la capella es poden veure les restes d'un gran matacà de granit. A la banda esquerra d'aquesta façana s'eleva un campanar de paret. Es conserven els merlets que coronaven la torre, de forma rectangular amb una espitllera central.

## Història
La torre de guaita de Sant Sebastià de la Guarda es va bastir a partir del 1445 davant l'amenaça que representava la pirateria a la costa. L'avís del perill marítim de la costa de Palafrugell es basava en les torres de Sant Sebastià i de Calella, de 1597, des d'on es podia passar informació d'atac fins ben a l'interior de la plana de l'Empordà. La possibilitat de refugi per a la població era la muralla de Palafrugell, o bé les torres construïdes per acollir els pagesos de fora vila, o bé les esglésies que, en aquell moment, la majoria es fortificaren i s'hi construïren sobre les naus espais per acollir els habitants dels pobles en cas de perill.
En el permís que el bisbe Bernat de Pau concedí per edificar la capella de Sant Elm de Sant Feliu de Guíxols l'any 1452 apareix esmentada «la capella et turris Sancti Sebastiani marrittimi de palafrugello».
Fou utilitzada com a torre de senyals. A prop es va construir el far de Sant Sebastià. S'hi han fet diferents reformes, principalment noves obertures i millora dels accessos entre les plantes i dels paviments.